# Muhlenbergia michisensis
Muhlenbergia michisensis là một loài thực vật có hoa trong họ Hòa thảo. Loài này được Y.Herrera & P.M.Peterson mô tả khoa học đầu tiên năm 1992.